# C3001H
C3001H（シーサンゼロゼロイチエイチ）は、日立製作所（現・NECカシオ モバイルコミュニケーションズ）が開発・製造し、auブランドを展開するKDDI、および沖縄セルラー電話から発売されていた第二世代携帯電話(cdmaOne)である。

## 概要
出典: (1)
C451Hをベースに新たにGPSを搭載した機種である。
GPS機能は、auの2001年冬モデルにおいて唯一「ココセコムEZ」に対応しているほか、位置情報測定の履歴やアドレス帳に登録された位置情報から相対位置を計算する「簡易ナビゲーション」機能も搭載している。
なお、ezmovieには非対応である。
ちなみに、本機種からW32Hまでの日立製端末の着信メロディは「日立の樹」ではなく「世界・ふしぎ発見!」のテーマ曲が内蔵されている。

## 沿革
- 2001年11月12日  - KDDIより発表。
- 2001年12月1日 - 発売開始。
- 2012年7月22日 - cdmaOneサービス終了により使用はこの日限りとなる。